# Ordnung (Gewässer)
Im deutschen Wasserrecht werden Gewässer in Ordnungen eingeteilt.
Das Wasserhaushaltsgesetz teilt oberirdische Gewässer nicht in Ordnungen ein. Daher können die Länder aufgrund der konkurrierenden Gesetzgebung gemäß Art. 72 Abs. 1 GG diesen vom Bund nicht geregelten Bereich gestalten. Die vor dem 1. März 2010 bestehenden Länderregelungen gelten fort und werden bei den nun anstehenden Novellierungen wahrscheinlich beibehalten werden.
Nach wasserwirtschaftlicher Bedeutung sowie den Bedürfnissen der Unterhaltung und des Hochwasserschutzes wird zwischen Gewässern I. und II. Ordnung und in einigen Bundesländern auch III. Ordnung unterschieden. Die bedeutenden Gewässer sind dazu in einer Liste aufgeführt. Nicht aufgeführte Gewässer fallen automatisch in die niedrigste Kategorie (mit der größten Ordnungszahl, II oder III). Über die Ordnung regelt sich die Verantwortlichkeit für die Gewässerunterhaltung.

## Normen
| Land                   | Norm                                     | Anzahl Ordnungen |
| ---------------------- | ---------------------------------------- | ---------------- |
| Baden-Württemberg      | § 4 Wassergesetz Baden-Württemberg       | 2                |
| Bayern                 | Art. 2 Bayerisches Wassergesetz          | 3                |
| Berlin                 | § 2 Berliner Wassergesetz                | 2                |
| Brandenburg            | § 3 Brandenburgisches Wassergesetz       | 2                |
| Bremen                 | § 3 Bremisches Wassergesetz              | 3                |
| Hamburg                | § 2 Hamburgisches Wassergesetz           | 2                |
| Hessen                 | § 2 Hessisches Wassergesetz              | 3                |
| Mecklenburg-Vorpommern | § 48 Wassergesetz Mecklenburg-Vorpommern | 2                |
| Niedersachsen          | § 37 Niedersächsisches Wassergesetz      | 3                |
| Nordrhein-Westfalen    | § 2 Wassergesetz Nordrhein-Westfalen     | 2                |
| Rheinland-Pfalz        | § 3 Wassergesetz Rheinland-Pfalz         | 3                |
| Saarland               | § 3 Saarländisches Wassergesetz          | 3                |
| Sachsen                | § 30 Sächsisches Wassergesetz            | 2                |
| Sachsen-Anhalt         | § 3 Wassergesetz Sachsen-Anhalt          | 2                |
| Schleswig-Holstein     | § 3 Wassergesetz Schleswig-Holstein      | 2                |
| Thüringen              | § 3 Thüringer Wassergesetz               | 2                |